# Genre et médias
Les médias et le genre désigne ici les liens entre les médias et les genres mais aussi entre les notions de féminité et de masculinité, et comment les genres sont représentés dans et à travers les médias (presse écrite, télévision, radio, jeux vidéos, plateformes en ligne).  
Des initiatives et ressources existent afin de promouvoir l'égalité hommes-femmes et de renforcer l'autonomisation des femmes dans les représentations médiatiques et dans le milieu professionnel des médias. Par exemple, avec la coopération de partenaires comme la Fédération internationale des journalistes, l'UNESCO a mis en place les Indicateurs d'égalité des genres dans les médias (IGRM), renforçant ainsi le combat contre les inégalités de genres qui sont toujours présentes dans la sphère médiatique.

## Disparités entre les genres dans les carrières médiatiques
Même si le nombre de femmes augmente dans les professions médiatiques, par exemple en journalisme, les médias restent statistiquement dominés par les hommes qui occupent généralement la majorité des positions de pouvoir. Les hommes sont plus souvent cités que les femmes, par exemple à titre d’experts, et ce sont aussi eux qui couvrent le plus souvent les sujets « sérieux ». Le test de Bechdel, créé pour évaluer, d’une manière qui reste ludique, la représentation des femmes dans les œuvres de fiction, a été adapté aux emplois dans les médias, ce qui a permis de montrer que même pour des émissions où plusieurs femmes sont employées, celles-ci ne bénéficient pas d’une voix égale à celle de leurs collègues masculins. Par exemple, leur présence à la radio est faible puisqu’elle se restreint généralement à des sujets comme la météo et la culture. 
Une étude conduite par Stacy Smith de l'université de Californie du Sud montre que seulement 7 % des réalisateurs, 13 % des scénaristes et 20 % des producteurs dans l'industrie du film et de la télévision sont des femmes.
Même si les chiffres restent bas, on constate une légère augmentation du nombre de femmes qui travaillent dans les médias. Cependant, elles sont souvent cantonnées à traiter de sujets liés aux besoins des femmes ayant souvent pour but de leur donner une image « positive ». De plus, les femmes sont de plus en plus nombreuses à être incluses dans le processus de décisions. Cette autonomisation des femmes leur donne plus de possibilités pour promouvoir une représentation médiatique des genres plus équitable et éviter la propagation de stétérotypes.

## Représentations des femmes
L’identité se construit à travers des processus culturels dont la production et la réception de contenu médiatique. Les médias influencent notamment ce qui est considéré comme étant normal dans une société. L’assignation de genre désigne l’action d’attribuer à une personne une place ou un rôle et d’attendre qu’elle l’interprète en se conformant aux attentes sociales, selon qu’elle est perçue comme étant un homme ou une femme. Les médias occupent un rôle important dans le champ des significations sociales; ils ont le pouvoir d’implanter certaines représentations de genre, et ainsi de participer à la régulation des rapports sociaux par ces points de repères identitaires. Les analyses montrent régulièrement une sous-médiatisation des femmes et une stéréotypification (par exemple, traitement médiatique centré sur les tenues vestimentaires, la vie privée, etc.).
La sous-médiatisation des femmes dans les médias français (TV et radio) peut être illustrée par le temps de parole qu'elles détiennent sur les ondes, qui n'était que de 25 % en 2001 (contre 75% pour les hommes), contre 35 % en 2018. Les femmes qui sont amenées à s'exprimer dans les programmes d'information TV sont plus souvent représentées dans des positions d'autorité moindres que celles de leurs homologues masculins.

### Sous-représentation des femmes
Selon France Info, seules 16,9 % des personnalités les plus médiatisées en 2017 étaient des femmes. 
Au cinéma, on soulève des problèmes comme le faible nombre de femmes réalisatrices et les difficultés que rencontrent les actrices plus âgées pour trouver des rôles intéressants,. Il y a seulement une femme pour environ deux hommes dans les représentations populaires, et elles gagneraient deux fois et demie moins que ces derniers pour des emplois équivalents. La guilde des acteurs américains en arrive à des proportions similaires, en précisant que les femmes ont un peu plus de rôles principaux féminins en comparaison aux rôles de soutiens féminins, mais toujours beaucoup moins de rôles en comparaison aux rôles principaux masculins tenus par les hommes.

## Représentation des femmes à la télévision

### Séries télévisés
Comme la télévision est un média d’influence, il n’est pas rare de constater que les formes de pouvoir se matérialisent à travers les contenus de ce médium et se reflètent dans la société. En effet, les séries télévisées sont un bon exemple afin d’expliquer et d’observer la représentation des femmes dans les médias. Plusieurs études s’entendent pour dire que dans les séries télévisées, la stigmatisation des rôles féminins est très présente. Les femmes sont souvent représentées dans des situations embarrassantes ou elles seront perçues comme une source de divertissement et non comme personnage principal. Elles occupent des positions passives tandis que les hommes seront impliqués directement dans le développement de l’histoire Les femmes occupent, en effet, des rôles qui sont souvent valorisés par la présence d’hommes. Selon les perspectives féministes expliquées dans certaines études, la hiérarchie des genres et les constructions sociales qui existent aujourd’hui dans la société serait une réflexion de ce qu’on retrouve dans les médias communicationnels tels que la télévision Plusieurs séries télévisées ont été étudiées afin d’analyser les stéréotypes auxquels les femmes font face et qui ont par la suite des répercussions dans nos sociétés. Prenons l’exemple de la série « Ramdam », une émission de jeunesse québécoise qui se veut réaliste, mais où les personnages principaux sont définis par plusieurs stéréotypes liés au genre. Ramdam est une série télévisée illustrant des adolescents évoluant dans un milieu scolaire. Cependant, les rapports qu’ont les personnages féminins avec divers personnages masculins illustrent à plusieurs reprises la femme comme étant soumise à certains standards l’obligeant à adopter des comportements spécifiques Ainsi, cette représentation des femmes met de l’avant la problématique de la hiérarchie sociale entre les hommes et les femmes au sein des séries télévisées populaires aussi présente dans la société réelle. 

### Télé-réalités
Les émissions de télé-réalité ont comme but de divertir le public. Au sein de celles-ci, il est fréquent que la femme soit représentée dans des situations où elle est confrontée à un rapport particulier avec son apparence et sa sexualité. La femme est souvent contrainte à se soumettre à des comportements dégradants et stigmatisant. En effet, les émissions de télé-réalités « dégagent la nette impression d’une régression sur les acquis antérieurs des mouvements sociaux féministes et d’un grand désarroi des représentations collectives devant la précarité de l’émancipation. » Le problème relevé par certains chercheurs est la différence dans la représentation des femmes par rapport à celle des hommes dans ces émissions De plus, la popularité et l’influence de ces émissions peuvent affecter directement la représentation que le spectateur fera par la suite du pouvoir des femmes par rapport à celui des hommes : « les sons et les images de la télévision traversent le récepteur et pénètrent au-delà de sa conscience à des niveaux très profonds. En effet, la télévision atteint l'individu dans presque toutes les fibres de sa personnalité. Elle agit sur lui tout autant dans ses activités cognitives et psychiques que dans ses valeurs et comportements » Ainsi, il y a une banalisation importante de la stigmatisation liée aux participantes de ces émissions et donc de la hiérarchisation des pouvoirs au sein de ces émissions de télé-réalité entre le rôle de l’homme et de celui de la femme perdure.

### Émissions d'affaires publiques
Plusieurs chercheurs s’accordent pour dire qu’il y aurait une importante distinction entre les hommes et les femmes appelés à témoigner en tant que spécialistes dans les émissions traitant de sujets d'actualité et émissions-débats. En effet, les chercheurs Amir Hetsroni et Hila Lowenstein expliquent qu’il y a une problématique importante en ce qui concerne la crédibilité accordée par le public vis-à-vis des experts féminins invités. Cet enjeu perdure dans sphère publique puisque les femmes en position d’autorité ou en position de partager des connaissances distinctes sur un plateau de télévision provoquent plusieurs réactions, notamment dues à la forte présence de stéréotypes liés aux sexes C’est d’ailleurs la légitimité des propos proférés par ces spécialistes de sexe féminin qui est remise en doute selon Hetsroni et Lowenstein, car le spectateur accorderait une confiance plus importante aux intervenants masculins. De plus, les scientifiques démontrent que les femmes sont souvent appelées à témoigner dans le cadre de sujets considérés comme « légers ». Ces émissions présentent davantage des spécialistes de sexe féminin lorsqu’il est question de thèmes comme la culture, la cuisine ou tout ce qui concerne le bien-être. Alors que d’un autre côté, les sujets comme l’économie, la politique ou les problématiques judiciaires sont souvent expliqués par des spécialistes de sexe masculin.  Ainsi, cette démonstration de la femme comme celle qui s’y connait qu’en cuisine ou en beauté reflète la tendance à placer la femme dans des positions distinctes de la société. Aussi, la chercheuse Elspeth Probyn établit le lien particulier entre le genre télévisuel et le genre sexuel. Selon cette théorie, les émissions ont pris un tournant différent afin de rejoindre le public la femme étant à l’époque au foyer.[style à revoir] Par contre, le monde télévisuel a continué à alimenter cette pratique alors que les femmes ont commencé à évoluer dans différents milieux. Par conséquent, la représentation des femmes comme spécialistes au sein d’émissions d’affaires publiques se fait encore rare. 

## La place des femmes expertes dans les émissions d'affaires publiques

### Reconnaissance des progrès sur l'approche de genre
Il est indéniable que l’approche de genre connaît une évolution sans précédent, d’après une étude de Brun (2009), sur le site web des Archives de Radio-Canada et les femmes en 2007. L’auteur parle de l'obtention des nouveaux droits, permettant aux femmes de siéger au Sénat canadien (1929), du droit de vote pour les femmes au Québec (1940) et de la pleine capacité juridique pour la femme mariée (1964) ; ainsi que le mouvement de libération des femmes (de la fin des années 1960 au milieu des années 1980), la décriminalisation de l’avortement (1988) et l’adoption d’une loi québécoise sur l’équité salariale en 1996 (Le Collectif Clio, 1992). L’étude souligne également cette progression en ce qui a trait aux médias, car dans les premières décennies de la radio, de nombreuses comédiennes ont prêté leur voix aux personnages féminins des radio romans. Pourtant, on ne reconnaissait pas à la voix féminine la dignité et l’autorité nécessaire à la présentation des contenus plus « nobles », telle l’information (Martin, 1989).

### Les biais de genre dans les interventions médiatiques
D'après l’étude de Brun (2009), les femmes sont plus représentées aux médias, dans les catégories suivantes :
- Personnalités
- Arts et culture
- Vie et société

Les hommes sont souvent représentés aux médias, dans les catégories suivantes :
- La politique et l'économie
- Les guerres et conflits
- Les sports
- Les sciences et technologies

### Découvertes de l'étude

#### En Israël
Selon une étude consistant à observer l’intervention des femmes expertes aux émissions des affaires publiques en Israël, Hetsroni & Lowenstein (2014) ne restent pas indifférents à l’idée qu’il y a une marginalisation des femmes sur les affaires traditionnelles masculines. Cependant, les deux chercheurs se concentrent plus sur les conséquences de cet anéantissement symbolique des femmes qui peut être critique pour les jeunes filles téléspectatrices, car elles manqueraient des modèles à qui s’identifier et utiliser comme icônes d'aspiration (Fourie, 2001. p. 503). Hetsroni & Lowenstein soulignent aussi comment ce dilemme peut cultiver chez les hommes une sous-estimation de la capacité des femmes à exceller dans les tâches compliquées - et les femmes par manque des modèles de leur propre genre, peuvent internaliser et sous-estimer leur talents (Morgan 1982 ; Signorielli 1989). Les chercheurs signalent aussi que les études sur les rôles de genre sont rarement trouvables en dehors des États-Unis. Cela est causé par l’aspect culturel, car dans la société israélienne par exemple, l’égalitarisme coexiste avec les stéréotypes traditionnels, tel qu’on peut le constater au parlement où on trouve un groupe féministe de femmes politiques et un groupe qui défend les valeurs familiales et proclame les femmes comme bâtisseuses de foyer. 
Il sera peut-être possible de voir des experts homosexuels, bisexuels et même transsexuels intervenir dans les émissions (Hetsroni et Lowenstein 2014). C’est ainsi que les chercheurs proposent de mener une étude future à ce sujet.

#### Au Canada
Au cours d’une analyse qui porte sur la place qu’occupent les femmes et les enjeux qui les concernent dans le contenu offert aux internautes, Brun (2009) a découvert qu’il y a une sous représentation des femmes dans les catégories plus traditionnellement masculines telles que « Politique et économie » (7,0 %), « Désastres et tragédies » (5,6 %), « Guerres et conflits » (5,2 %), « Sports » (6,1 %) et « Sciences et technologies » (1,7 %). Elles sont beaucoup mieux représentées dans les catégories « Personnalités » (20,5 %), « Arts et culture » (17,3 %) et « Vie et société » (16,9 %).
À travers ces observations faites, Brun (2009) arrive à conclure que le site des Archives de Radio-Canada accorde en 2007 une place marginale aux femmes, qu’il s’agisse de dossiers, d’extraits, d’émissions, d'artisans ou d'invités. Néanmoins, le site des Archives de Radio-Canada reconnaît la valeur de Judith Jasmin, une co-animatrice des années 1950 de l’émission d’affaires publiques Carrefour avec le futur premier ministre péquiste René Lévesque (Brun, 2009)

#### En Finlande
Toujours dans cette même optique d’idées, Niemi & Pitkanen (2017) ont mené une étude en Finlande sur l’usage du genre des experts dans les médias. Une question est soulevée par ces derniers, celle de savoir si la différence dans la représentation entre hommes et femmes est causée par le biais de genre dans la pratique du journalisme, ou est ce plutôt que le genre d’information requis par les journalistes semble être détenu par les hommes ?
Premièrement, leur analyse a démontré que les professeurs sont considérés comme ceux qui détiennent le plus haut niveau de connaissance, donc les journalistes sont plus susceptibles d’interviewer des professeurs. De plus, certaines études ont montré que l'expérience d’un chercheur est un indicateur important d’une exposition médiatique (Fenton et al.,1998). Pourtant, dans certaines universités de la Finlande, la majorité des chercheurs et conférenciers sont des femmes. 
Deuxièmement, le sondage a évalué la fréquence à laquelle les experts (hommes et femmes) étaient contactés pour des interviews. Il y avait peu de différence sur ce cas, car les contacts se font irrégulièrement. Cependant, les résultats montrent quand même que les hommes sont contactés pour les interviews un peu plus fréquemment que les femmes. À ce point, les journalistes ont argumenté qu’à cause d’un horaire chargé, ils ne prennent pas beaucoup de temps à trier parmi les experts. 
Troisièmement, il a été découvert que les hommes étaient plus prêts et disposés à intervenir sur les affaires beaucoup plus générales liées à leur domaine de recherche, par rapport aux femmes qui préfèrent plus parler des sujets dans lesquels elles se spécialisent. 
Selon Niemi & Pitkänen (2017), élargir la sélection des intervenants publiques serait bénéfique pour promouvoir l’égalité et l’opportunité d'académiciens et élargir la compréhension publique de ce que constitue un expert.  

### Sexualisation et objectification
L'objectification des femmes dans les médias est transmise verbalement et non verbalement, et aussi bien directement qu'indirectement, non seulement pas moyen visuel mais elle peut également se manifester de manière "subtile" en commentant par exemple l'apparence des femmes sur un ton d'humour et en faisant des blagues.

### Domestication
Dans les médias, le mariage, la parentalité, et tout ce qui réfère à la vie de famille et domestique sont généralement dépeint comme étant plus important pour les femmes que pour les hommes. À partir du milieu des années 1940 jusqu'aux années 1960, les femmes (et plus particulièrement les femmes blanches et de classe moyenne) étaient représentées comme mère au foyer ayant une vie "parfaite": maison impeccable, enfants en parfaite santé, toujours belle et organisée. Cependant, à la télévision par exemple, les récits et images ne représentaient pas la réalité des années 1960 où "40% des femmes travaillaient en dehors de leur domicile... et où le taux de divorce était deux fois plus important qu'avant la deuxième guerre mondiale". Selon une étude menée en 1975 par Jean McNeil, 74% des cas étudiés ont montré que les interactions des femmes sont "liées à la romance ou aux problématiques sur la famille", alors que le chiffre pour les hommes s'élève seulement à 18% dans ce cas. Par ailleurs, les personnages féminins n'ont souvent pas de boulot, surtout lorsqu'elles sont aussi des mères et épouses, et elles n'ont que rarement le rôle d'un personnage dominant qui prend des décisions Le patron est généralement un homme. Les hommes sont représentés comme étant plus dominateurs, agressifs, aventureux, actifs et victorieux, alors que les femmes sont montrées comme étant passives, faibles, inefficaces, victimisées ou même riables.
Comme le montre une étude sur la représentation des genres dans la publicité dans sept pays, les femmes sont plus susceptibles de jouer des rôles de femme au foyer alors que les hommes sont plus susceptibles de jouer des rôles de professionnels et de travailleurs.

### Âge
Les médias produisent des images du vieillissement et des environnements de travail qui perpétuent soit une vision négative du vieillissement ou une vision de vieillissement réussi. Les représentations des femmes ont tendance à les sexualiser et les effets visibles du vieillissement deviennent quelque chose à cacher,. Les femmes plus âgées sont moins présentes au cinéma que les hommes en général et que les femmes plus jeunes.  Les rôles de femmes de 40 ans et plus représentent seulement 28 % de tous les rôles féminins. Pour les hommes de 40 ans et plus, les rôles sont en augmentation dans les productions télévisuelles et théâtrales.  Les acteurs continuent d’obtenir des rôles et apparaissent comme des héros « sans âge », alors que pour les femmes plus âgées, leur vieillissement fait partie de l’intrigue (par exemple dans Mamma Mia ou Sex in the City).  
Les femmes de tous âges continuent d’être définies par leur apparence. Plusieurs sites proposent des exemples de ce que constitue vieillir « en beauté » ou « avec grâce » pour les comédiennes de 50 et 60 ans, parfois même de 40 ans,.  Dans les journaux et sites de « potins », les corps vieillissants des femmes sont présentés en termes négatifs à moins d’avoir subi des interventions chirurgicales jugées « réussies ». Dans ces médias, la culture de consommation et les procédures de modification du corps ne sont pas questionnées, mais les célébrités y ayant eu recours le sont, selon le résultat « réussi » ou « monstrueux » si elles sont « allées trop loin ».  La visibilité des femmes plus âgées n’est donc pas nécessairement progressive, puisque ces représentations sont principalement cadrées par leur bonne ou mauvaise « gestion » de leur corps vieillissant.

## Représentation des hommes
Les représentations médiatiques des hommes sont souvent critiquées pour leur utilisation de stéréotypes sexistes.[Par qui ?] La plupart de ces critiques discutent notamment de la façon dont les personnages masculins sont représentés à la télévision et dans les films - les hommes doivent être plus forts, agressifs, dominants, etc., que les hommes qu'ils sont censés représenter.

### Masculinité toxique
Le concept de "masculinité toxique" est souvent utilisé en psychologie et dans les études sur le genre pour faire référence à certaines normes du comportement de la masculinité (notamment en Amérique du Nord et en Europe) qui sont associées avec un mal fait à la société et aux hommes eux-mêmes. Certains stéréotypes qui véhiculent l'idée que les hommes sont dominants et comportent dans leur nature des traits de caractère misogyne et homophobe peuvent être considérés "toxique" à cause de la promotion qu'ils font de la violence dont les agressions sexuelles et la violence familiale. D'autres traits assimilés à la masculinité comme l'incapacité à ressentir des émotions peuvent être à l'origine de problèmes psychologiques (dépression, stress, abus de substances, etc.). Les représentations médiatiques de la masculinité perpétuent une représentation biaisée et les stéréotypes sur le genre qui participent à la formation de cette masculinité toxique". Plusieurs documentaires ont été produits sur cette problématique dont notamment "The Mask You Live In" produit par l'association The Representation Project.
Le sociologue Michael Kimmel définit la masculinité toxique comme pouvant être une réponse au mouvement féministe qui bouscule l'autorité patriarcale masculine. 

## Réponses et mouvements pour le changement

### Réponse féministe
Depuis les années 1970, plusieurs auteurs se sont penchés sur la déconstruction de certains concepts dont la féminité, argumentant ainsi que les femmes sont forcées à adopter un rôle de "soumission" dans la société afin de combler les fantasmes masculins de ce que représente une femme. Germaine Greer, écrivaine féministe australienne a écrit que les femmes étaient perçues comme simples consommatrices du pouvoir de leur mari. Les femmes deviennent alors les cibles du marketing et leur image est utilisée dans la publicité afin de faire vendre des produits de consommation. L'écrivain socialiste américaine Sharon Smith a déclaré dans la première parution de "Women and Film" que les rôles donnés aux femmes au cinéma sont "presque toujours construits autour de leur attraction physique et d'un jeu de séduction avec les personnages masculins", contrairement aux rôles masculins qui, selon l'auteur sont plus diversifiés.
En termes de représentations médiatiques, les critiques féministes essaient d'ouvrir un débat public et des discussions au sujet des genres dans les sphères politiques et sociales.

### Réponse des Organisations internationales et ONG

#### ONU-Femmes
L'ONU-Femmes est l'entité des Nations Unies consacrée à l'égalité des genres et à l'autonomisation des femmes. Afin de renforcer leur leadership, de mettre fin à la violence à leur égard et de renforcer leur autonomie, il est important qu'elles aient une place dans le paysage médiatique et que la représentation qui leur est faite soit juste est équitable. 
"Les médias ont beaucoup d'influence sur la façon dont nous percevons et comprenons le monde qui nous entoure. Cette influence a plusieurs dimensions. Même lorsque l'information est tout à fait exacte, d'un point de vue factuel, si elle est exprimée principalement par des hommes, à propos des hommes, cela déforme effectivement la réalité. Chez ONU-Femmes, nous pensons que nous devons œuvrer en partenariat pour modifier le paysage des médias et les mettre au service de l'égalité des sexes."
Directrice exécutive d'ONU-Femmes, Phumzile Mlambo-Ngcuka. 

#### UNESCO
Conformément à sa "Priorité Égalité des genres", "l'UNESCO a pour mission de contribuer à atteindre l'objectif de l'égalité des genres dans les médias d'ici 2030". Afin d'atteindre cet objectif, l'organisation a développé les Indicateurs d'égalité des genres dans les médias (IGRM) afin de mesurer la sensibilité face aux questions de genres et leurs représentations au sein des organisations médiatiques, et plus particulièrement dans le contenu éditorial. L'UNESCO promeut l'application de ces Indicateurs par les gouvernements, les organisations médiatiques, les unions de journalistes et associations, les écoles de journalisme, etc. De plus, chaque année, l'organisation organise une campagne intitulée "Les femmes font l'info"; en 2018, le thème était L'égalité des genres et les médias sportifs car "la couverture sportive est puissante pour façonner les normes et stéréotypes liés au genre. Les médias ont le pouvoir de défier ces normes, en promouvant une couverture plus équilibrée des athlètes, sans distinction de genre.".

#### Geena Davis Institute
Le Geena Davis Institute milite pour l'égalité des genres dans les médias. C'est une organisation non-gouvernementale qui concentre ses recherches sur la représentation des genres dans les médias et qui a pour objectif d'atteindre une représentation équitable des femmes.